# Peter Stormare

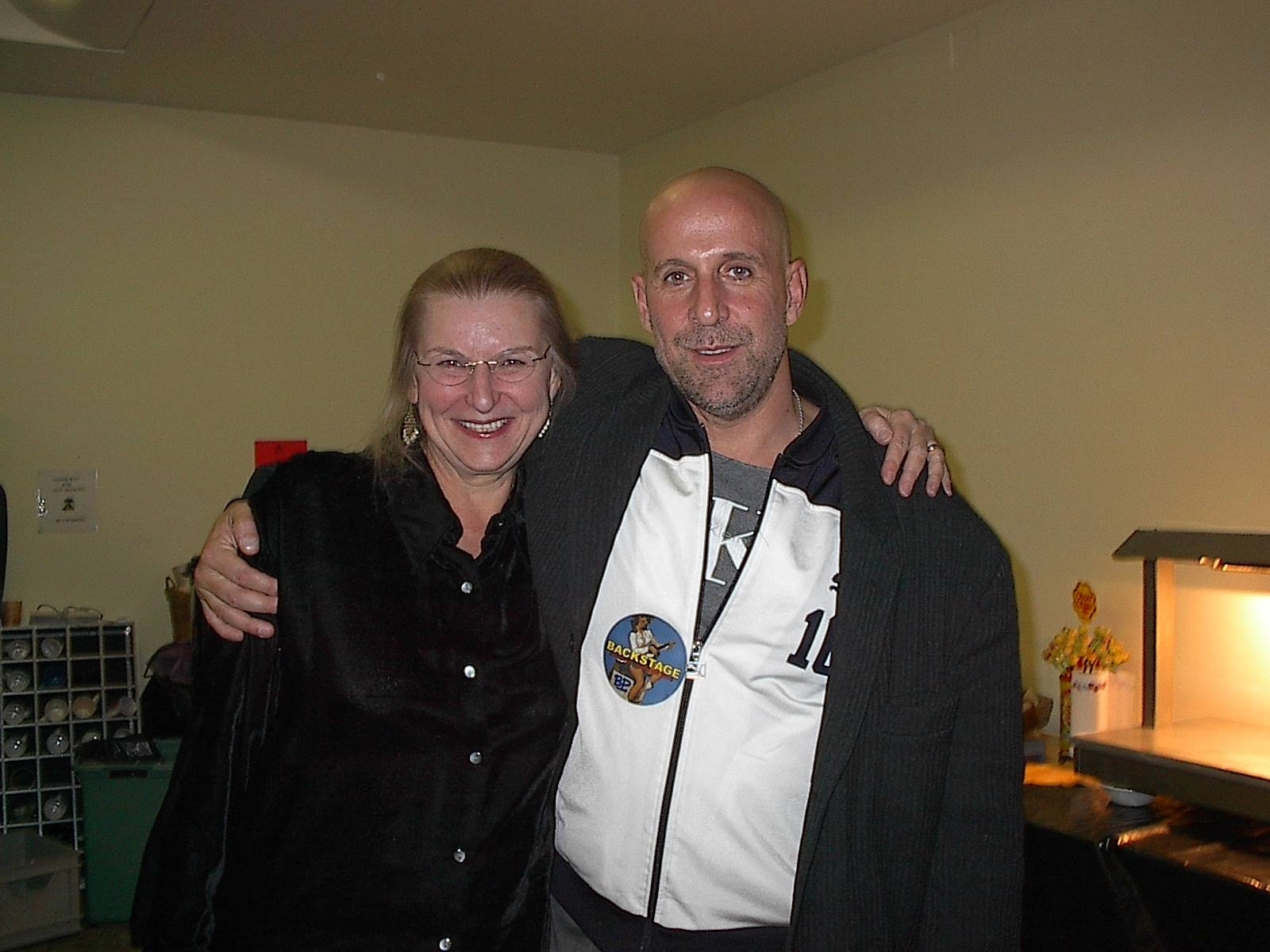
A poetisa estadunidense Hedwig Gorski e Peter Stormare em Praga, Outubro de 2003

Rolf Peter Ingvar Storm, mais conhecido como Peter Stormare (Kumla, 27 de agosto de 1953), é um ator, dublador, realizador e músico sueco.
Na década de 1980, foi um colaborador apreciado de Ingmar Bergman no Teatro Dramático Real, tendo papéis importantes em peças como "Fröken Julie" (Menina Júlia; 1985), "Hamlet" (Hamlet; 1986) e "Lång dags färd mot natt" (Long Day's Journey into Night; 1988).

Já na década de 1990, foi para os Estados Unidos, onde participou em filmes como Fargo (Joel Coen, 1996), The Big Lebowski (Joel Coen, 1998) e Armageddon (1998). Teve igualmente papéis de destaque em séries de televisão como Seinfeld, Weeds, Entourage, Until Dawn, e sobretudo em Prison Break onde interpreta o mafioso John Abruzzi. Também participou dos clipes "Uprising" da banda de Heavy Metal sueca, Sabaton, e em 2019 nas canções “Graven” da banda de Death Metal estadunidense Possessed, e "Steh auf" da banda alemã de metal industrial Lindemann.

## Filmografia
- Lindemann — "Steh auf" (2019) (videoclipe), convidado especial
- Deuses Americanos (2017), Czernobog
- Call Of Duty: Black Ops 3 (2015): Awakening DLC ( Participou do Trailer )
- Until Dawn (2015) (Video Game) Dr. Hill, psicose de Josh aparece em todos os episódios
- John Wick: Chapter 2 (2014), Abram Tarasov
- Arrow (2014) Conde Vertigo
- Anjos da Lei 2 (2014)
- Penguins of Madagascar (2014) (Longa-metragem), Montanha (Voz)
- The Blacklist: Berlin (2014)
- The Last Stand (2013) (Filme), Thomas Burrell
- Hansel and Gretel: Witch Hunters (2013) (Filme), Berringer
- Dylan Dog:Dead of Night (2011)
- Janie Jones (2010) (Longa-metragem)
- Witless Protection (2008) (Longa-metragem)
- Premonition (2007) (Longa-metragem), Dr. Norman Roth
- Tatt av kvinnen (2007) (Longa-metragem), Glenn
- Super Nacho (2006) (Longa-metragem)
- Prison Break (2005-2006) (série), John Abruzzi
- Constantine (2005) (Longa-metragem), Lúcifer
- Os Irmãos Grimm (2005) (Longa-metragem)
- Reencarnação (2004) (Longa-metragem)
- Bad Boys II (2003) (Longa-metragem)
- Códigos de Guerra (2002) (Longa-metragem)
- Em Má Companhia (2002) (Longa-metragem)
- Minority Report (2002) (Longa-metragem)
- O Terno de 2 Bilhões de Dólares (2002)
- Spun (2002)
- Chocolate (2000) (Longa-metragem)
- Dançando no Escuro (2000) (Longa-metragem), Jeff
- O Hotel de Um Milhão de Dólares (2000)
- Um Jogo Duplo (2000)
- Oito Milímetros (1999) (Longa-metragem)
- Armageddon (1998) (Longa-metragem), Lev Andropov, cosmonauta russo
- O Grande Lebowski (1998) (Longa-metragem)
- O Mundo Perdido - Jurassic Park (1997) (Longa-metragem)
- Fargo (1996) (Longa-metragem)
- Perdas e Danos (1992) (Longa-metragem)
- Tempo de Despertar (1990) (Longa-metragem)
- Fanny e Alexander (1982) (Longa-metragem), Jovem que ajuda Isak (não creditado)